# Бертран II (граф Прованса)
Бертран (фр. Bertrand, окс. Bertrand de Provença; ум. ок. 1093) — граф Прованса ок. 1065 — ок. 1093.
Сын Жоффруа I, графа и маркиза Прованса, и Этьенетты Марсельской.
Впервые упоминается в хартии от 1 июля 1055. В 1061/1062 наследовал своему отцу как граф Арля, а ок. 1065 объединил Прованс после смерти бездетных двоюродных братьев-соправителей Гильома Бертрана и Жоффруа II. 
В правление Бертрана происходили ослабление связей графства с империей и упадок графской власти в самом Провансе. После отлучения Генриха IV от церкви в 1075, прованские документы начинают датироваться не годами правления кайзера, а царствованием Христа. Повторное отлучение в 1081 привело к тому, что граф Прованса формально отказался от присяги, данной Бургундскому королю, и 25 августа принес оммаж папе, признав за ним право инвеституры. 
Бертран рассчитывал на помощь папы в борьбе с могущественным архиепископом Арля Айкаром, управлявшим столицей, опираясь на своих родственников виконтов Марсельских и влиятельные местные семьи, такие как де Бо и де Порселе. Графу еще в 1063 пришлось перенести свою резиденцию в Тараскон. Папский легат Гуго де Ди на соборе, созванном в 1080 в Авиньоне, низложил Айкара, и папа, одновременно с отлучением Генриха, посвятил нового архиепископа Гибелина. Айкар не подчинился, начал датировать свои акты годами правления отлученного императора, и понадобилось несколько лет, чтобы его сместить.
Последнее известие о Бертране относится к 29 апреля 1090; он умер до 28 июля 1094, и с ним закончилась мужская линия Прованского дома. Единственная дочь графа Сесилия получила в приданое 5 тыс. солидов и лишалась прав на наследование. Наследницей графства стала сестра Бертрана Герберга, которой пришлось бороться с претензиями Раймонда IV де Сен-Жиля, имевшего права на титул маркиза.

## Семья
Жена (1061/1062): Матильда N
Дочь:
- Сесилия (ум. 1150). Муж (1083): Бернар Атон IV Транкавель, граф Каркассона (ум. 1129)